# 永兴 (东汉)
永兴（153年五月-154年）是东汉皇帝汉桓帝刘志的第四个年号。汉朝使用这个年号时间共计2年。

## 纪年
| 永兴 | 元年  | 二年  |
| ---- | ----- | ----- |
| 公元 | 153年 | 154年 |
| 干支 | 癸巳  | 甲午  |

## 参看
- 中国年号列表
- 其他时期使用的永兴年号

| 前一年號： 元嘉 | 中国年号 | 下一年號： 永壽 |